# Saint-Chéron (Essonne)
Saint-Chéron és un municipi francès, situat al departament de l'Essonne i a la regió de Illa de França. L'any 2007 tenia 4.796 habitants.
Forma part del cantó de Dourdan, del districte d'Étampes i de la Comunitat de comunes Le Dourdannais en Hurepoix.

## Demografia

### Població
El 2007 la població de fet de Saint-Chéron era de 4.796 persones. Hi havia 1.840 famílies, de les quals 444 eren unipersonals (156 homes vivint sols i 288 dones vivint soles), 532 parelles sense fills, 676 parelles amb fills i 188 famílies monoparentals amb fills.
La població ha evolucionat segons el següent gràfic:
Habitants censats

### Habitatges
El 2007 hi havia 2.016 habitatges, 1.864 eren l'habitatge principal de la família, 43 eren segones residències i 109 estaven desocupats. 1.462 eren cases i 544 eren apartaments. Dels 1.864 habitatges principals, 1.298 estaven ocupats pels seus propietaris, 513 estaven llogats i ocupats pels llogaters i 53 estaven cedits a títol gratuït; 53 tenien una cambra, 187 en tenien dues, 326 en tenien tres, 437 en tenien quatre i 861 en tenien cinc o més. 1.360 habitatges disposaven pel capbaix d'una plaça de pàrquing. A 848 habitatges hi havia un automòbil i a 807 n'hi havia dos o més.

### Piràmide de població
La piràmide de població per edats i sexe el 2009 era:
| Homes | Edats   | Dones |
| ----- | ------- | ----- |
| 0     | 95 o +  | 4     |
| 1     | 90 a 94 | 22    |
| 3     | 85 a 89 | 25    |
| 11    | 80 a 84 | 28    |
| 46    | 75 a 79 | 47    |
| 71    | 70 a 74 | 98    |
| 102   | 65 a 69 | 118   |
| 95    | 60 a 64 | 117   |
| 107   | 55 a 59 | 117   |
| 159   | 50 a 54 | 159   |
| 154   | 45 a 49 | 181   |
| 175   | 40 a 44 | 176   |
| 161   | 35 a 39 | 163   |
| 180   | 30 a 34 | 151   |
| 125   | 25 a 29 | 150   |
| 141   | 20 a 24 | 130   |
| 143   | 15 a 19 | 170   |
| 185   | 10 a 14 | 118   |
| 145   | 5 a 9   | 170   |
| 95    | 0 a 4   | 81    |

## Economia
El 2007 la població en edat de treballar era de 3.152 persones, 2.406 eren actives i 746 eren inactives. De les 2.406 persones actives 2.207 estaven ocupades (1.145 homes i 1.062 dones) i 199 estaven aturades (100 homes i 99 dones). De les 746 persones inactives 253 estaven jubilades, 311 estaven estudiant i 182 estaven classificades com a «altres inactius».

### Ingressos
El 2009 a Saint-Chéron hi havia 1.819 unitats fiscals que integraven 4.815 persones, la mediana anual d'ingressos fiscals per persona era de 23.708 €.

### Activitats econòmiques
Dels 199 establiments que hi havia el 2007, 1 era d'una empresa extractiva, 2 d'empreses alimentàries, 2 d'empreses de fabricació de material elèctric, 6 d'empreses de fabricació d'altres productes industrials, 17 d'empreses de construcció, 42 d'empreses de comerç i reparació d'automòbils, 8 d'empreses de transport, 13 d'empreses d'hostatgeria i restauració, 5 d'empreses d'informació i comunicació, 13 d'empreses financeres, 15 d'empreses immobiliàries, 33 d'empreses de serveis, 25 d'entitats de l'administració pública i 17 d'empreses classificades com a «altres activitats de serveis».
Dels 54 establiments de servei als particulars que hi havia el 2009, 1 era una gendarmeria, 1 oficina de correu, 7 oficines bancàries, 4 tallers de reparació d'automòbils i de material agrícola, 2 autoescoles, 1 paleta, 4 guixaires pintors, 2 fusteries, 4 lampisteries, 2 electricistes, 3 empreses de construcció, 4 perruqueries, 2 veterinaris, 7 restaurants, 7 agències immobiliàries, 1 tintoreria i 2 salons de bellesa.
Dels 16 establiments comercials que hi havia el 2009, 1 era un hipermercat, 1 una botiga de més de 120 m², 2 fleques, 3 carnisseries, 1 una botiga de congelats, 1 una peixateria, 1 una llibreria, 1 una botiga d'equipament de la llar, 2 botigues de mobles, 1 una botiga de material de revestiment de parets i terra i 2 floristeries.
L'any 2000 a Saint-Chéron hi havia 7 explotacions agrícoles.

## Equipaments sanitaris i escolars
Els 2 equipaments sanitaris que hi havia el 2009 eren farmàcies.
El 2009 hi havia 2 escoles maternals i 2 escoles elementals. Saint-Chéron disposava d'un col·legi d'educació secundària amb 776 alumnes.

## Poblacions més properes
El següent diagrama mostra les poblacions més properes.